# Real-time enterprise
Real-time enterprise (comumente abreviado como RTE) é um conceito em design de sistemas de negócios focado em garantir a capacidade de resposta organizacional que se popularizou na primeira década do século XXI. Também é conhecido como empresa on-demand. Essa empresa deve ser capaz de atender aos pedidos assim que forem necessários.
Embora não sejam particularmente bem definidos, os objetivos geralmente aceitos de uma RTE incluem:
- Tempos de resposta reduzidos para parceiros e clientes
- Maior transparência, por exemplo, compartilhar ou relatar informações em uma empresa em vez de mantê-las dentro de departamentos individuais
- Maior automação, incluindo comunicações, contabilidade, cadeias de suprimentos e relatórios
- Maior competitividade
- Custos reduzidos.